# Persicaria wallichii
Persicaria wallichii (syn. Polygonum wallichii) je druh rdesna, pocházející z Asie.

## Invazivita
Invazita himálajské křídlatky je 80 bodů. Počítá se na základě ekologického dopadu druhu na prostředí, biologických atributů a rozšiřování.
Stupnice invazity má hodnoty od 0 do 100, kde 0 představuje rostlinu, která nepředstavuje žádnou hrozbu pro původní ekosystém a 100 představuje rostlinu, která je pro původní ekosystém vážným ohrožením.

## Popis
Jedná se o vytrvalou rostlinu, která roste z plazivých oddenků do výšky až 2 m. Stonky jsou četné, lysé se střídavým větvením. Listy jsou zelené, kopinaté, 9 – 22 mm dlouhé a 2,8 až 7,8 cm široké, se srdčitou nebo uťatou bází, na vrcholu špičaté. Listy jsou na líci lysé nebo chlupaté, na rubu chlupaté přinejmenším na okrajích nebo žilkách. Květy jsou bílé až růžové, vonné, 3 – 5 mm dlouhé. Okvětní lístky jsou oválné až vejčité a 2,2 až 3,8 mm dlouhé. Semena jsou hnědá, 2,1 až 2,5 mm dlouhá a 1,3 až 1,8 mm široká.

## Ekologický dopad

### Dopad na komunitní složení, strukturu a interakci
Rdesno Persicaria wallichii tvoří husté porosty dosahující výšky až 2 m, díky čemuž vytváří vyšší vrstvu stínící nižším původním porostům, které mají tak nedostatek slunečního záření a příliš se jim nedaří. Tím původní druhy rostlin vytlačuje. Tento druh může také omezovat růst stromů a tak tvořit vůbec nejvyšší vrstvu porostů. Také dokáže způsobit snížení kvality masa ryb a divoké zvěře, která se živí hmyzem, jehož potravou může být například pyl křídlatky.

### Dopad na ekosystémové procesy
Křídlatka himálajská snižuje dostupnost živin v půdě. Tím soutěží se stromy, které vytěsňuje a může tak snižovat stínivost podél toku řek.

## Biologický a invazní potenciál

### Rozmnožovací potenciál
Křídlatka himálajská se rozmnožuje sexuálně semeny a vegetativně z rozsáhlých oddenků. Rozmnožování semeny je spíše vzácné. Délka času, jakou jsou semena schopna strávit životaschopná v půdě, není známa.

### Oblasti růstu
Roste nejlépe na osluněných místech, v zastíněných se jí moc nedaří. Obvykle se vyskytuje ve vlhkých oblastech narušených silnicemi, odpadním potrubím, řekami, záplavami a u polí.

### Potenciál pro přirozené šíření
Semena jsou šířena především vodními toky, které je unášejí po proudu. Takto se toto rdesno může velmi efektivně rozšiřovat podél celého vodního toku.

### Potenciál pro šíření lidskou činností
Rostlina se pěstuje jako okrasná trvalka v zahradách, odkud mnohdy uniká do volné přírody.

### Podmínky pro klíčení
Nejsou zatím ve větší míře známy.

### Podmínky růstu
Tento druh toleruje mnohé druhy půdních typů od běžné hlíny, písek, štěrk až po hrubé kamení a to s pH až do 7,4.